# Kotlik
Kotlik est une localité d'Alaska aux États-Unis dans la Région de recensement de Wade Hampton. En 2010, il y avait 577 habitants.

## Situation - climat
Elle est située à 56 km au nord-est d'Emmonak, dans le delta du Yukon-Kuskokwim, à 266 km à vol d'oiseau de Bethel et à 740 km d'Anchorage.
La moyenne des températures est de 31 °C en juillet et de −46 °C en janvier.

## Histoire
La communauté a grandi au milieu des années soixante quand une école a été construite, et que les habitants des localités voisines y ont été relogés. Son emplacement permet un accès pratique aux bateaux et autres engins de transport fluvial, et a permis d'y installer un des ports de commerce les plus importants dans la partie aval du Yukon.
La majorité des habitants est constituée de descendants des trappeurs russes qui s'étaient installés là après 1867.

## Économie
La plupart des emplois locaux sont saisonniers. Les habitants fabriquent des objets artisanaux. Ils chassent le saumon, la baleine, et autres oiseaux migrateurs, et pratiquent la cueillette, pratiquant une économie basique de subsistance.

## Démographie
| 1880 | 1890 | 1920 | 1930 | 1940 | 1950 |
| ---- | ---- | ---- | ---- | ---- | ---- |
| 8    | 31   | 83   | 14   | 35   | 44   |

| 1960 | 1970 | 1980 | 1990 | 2000 | 2010 |
| ---- | ---- | ---- | ---- | ---- | ---- |
| 57   | 228  | 293  | 461  | 591  | 577  |

## Sources et références
- (en) CIS

- (en) Cet article est partiellement ou en totalité issu de l’article de Wikipédia en anglais intitulé « Kotlik, Alaska » (voir la liste des auteurs).

1. ↑  « Statistiques des États-Unis - Alaska - Profils des communautés de 2010 » (consulté en novembre 2020)